# Jean-Baptiste Krumpholtz

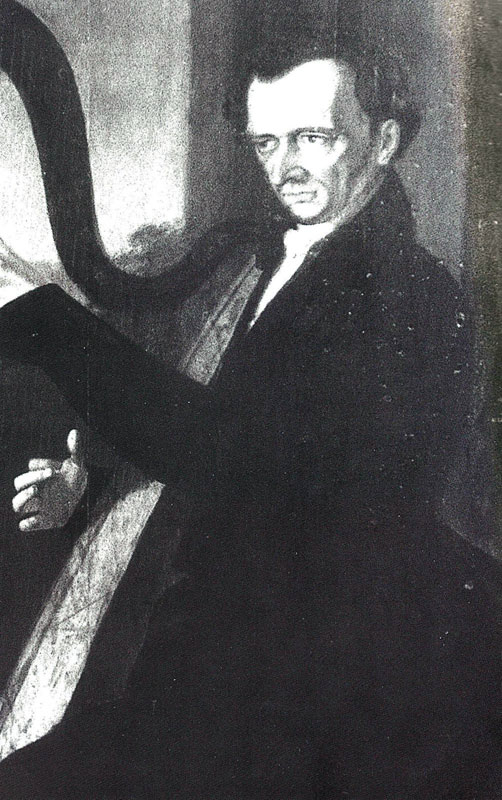

Jean-Baptiste Krumpholtz, Tsjechisch: Jan Křtitel Krumpholtz; gedoopt en ingeschreven als Johann Baptist Krumpholtz; Tsjechisch: Praag, 8 mei 1742 - Parijs, 19 februari 1790) was een Tsjechisch-Franse harpist en componist.

## Levensloop
Zijn vader leidde een Franse fanfare in Praag. Krumpholtz groeide op in Parijs en kreeg zijn eerste muzieklessen van zijn vader. Vanaf 1758/1759 had hij geregelde lessen voor harp en muziektheorie bij andere leraren. Zo kreeg hij toen harples bij J. Hochbrucker. Vanaf 1770 maakte hij uitgebreide concertreizen onder anderen naar Frankfurt am Main. Krumpholtz werd een van de belangrijkste virtuozen op de harp in zijn tijd. Daarnaast werd hij ook als leraar voor zijn instrument bekend, vooral in Wenen 1772. Hij werkte onder anderen voor de vorst Nicolaas I Jozef Esterházy van 1773 tot 1776. In deze periode studeerde hij verder compositie en muziektheorie bij Joseph Haydn, die toen kapelmeester aan het hof van de vorst Esterházy was. Concertreizen, op die hij grotendeels eigen werken speelde, noopten hem uit de dienst bij de vorst te treden. In 1778 verliet hij Wenen en vertrok terug naar Parijs. Tot zijn leerlingen in Parijs behoorden Jean-Marie Plane, Jean Henri Benoit Pollet en de zoon van de Parijse harpbouwer François-Joseph Naderman. 
In Parijs leerde hij zijn latere vrouw kennen. Zij was een nog grotere virtuoos op de harp, maar zij vluchtte met haar aficionado naar Londen. Hij pleegde zelfmoord nadat hij was verlaten door zijn vrouw. Zijn vrouw had in Londen met de uitvoeringen van de harpconcerten en -sonates van haar echtgenote groot succes. 
Van Krumpholtz zijn vooral zijn werken voor harp (sonates en concerten) bekend. Maar hij was een groot en belangrijk raadpleger voor de harpbouwers. De Parijse harpbouwers Naderman, Cousineau en Erard kregen van hem adviesen voor het mechanisme van het instrument. Naderman construeerde op advies van Krumpholtz een instrument met forte- en demper-pedal. Sebastian Erard adviseerde hij om een dubbelpedaalinstrument te bouwen. 

## Composities (Uittreksel)
- Sonate, voor harp en viool, op. 1 Nr. 1
- Sonate, voor harp en viool, op. 1 Nr. 2
- Recueil de douze Préludes et petits airs, op. 2
- Préludes, voor harp, op. 3
- Concert in Bes majeur, voor harp en orkest, op. 4 nr. 2
- Duet, voor twee harpen, op. 5
- Préludes, voor harp, op. 6
- Concert Nr. 5 in Bes majeur, voor harp en orkest, op. 7
- 6 Sonates, voor harp en viool (of dwarsfluit), op. 8
- Concert Nr. 6 F majeur, voor harp en orkest, op. 9
- Duet, voor twee harpen, op. 10
- 2 symfonieën, voor harp, twee violen, dwarsfluit, twee hoorns en cello, op. 11
- 4 Sonates, voor harp, op. 12
- Sonates, voor harp, op. 13
- Sonates, voor harp, op. 14
- Airs et variations, voor harp
- Andante con variazioni, voor harp
- Kwartetten, voor harp, viool, altviool en cello